# Superman: Brainiac Attacks
Superman: Brainiac Attacks é um filme animado diretamente em vídeo de 2006, inspirado no design da série Superman: A Série Animada pela Warner Bros. Animation. Foi ao ar no bloco Toonami no sábado em 17 de junho de 2006 e na Toon Disney em 16 de junho de 2008 (foi o primeiro filme do Superman nesse canal).
O filme apresenta Superman lutando contra as forças do Lex Luthor e Brainiac. Ele também se concentra na relação entre Superman e Lois Lane e se destaca por o primeiro filme solo animado do Superman.
Apesar do estilo visual do filme ser o mesmo que Superman: The Animated Series (tendo também boa parte do elenco), ele não pertence a continuidade com o DC Animated Universe.

## Sinopse
Superman, prestes a revelar sua identidade e seus sentimentos por Lois Lane, de repente é interrompido pela ameaça de Brainiac, um poderoso computador programado para dominar o mundo, que usa armamento de Lex Luthor (projetado para defender a Terra de meteoros) para atacar os humanos. Derrotado pelo herói numa primeira luta, Brainiac é revivido por Luthor que faz um acordo com ele e lhe dá um fragmento de kryptonita. Na nova luta entre Superman e Brainiac, Lois Lane é mortalmente ferida por um raio de força que a contamina com a radiação de kryptonita. Superman vai à Fortaleza da Solidão e descobre que o mineral que poderá salvá-la encontra-se na letal Zona Fantasma.

## Personagens
- Clark Kent/Kal-El/Superman...Tim Daly
- Lex Luthor...Powers Boothe
- Lois Lane...Dana Delany
- Brainiac...Lance Henriksen
- Perry White...George Dzundza
- Martha Kent...Shelley Fabares
- Jonathan Kent...Mike Farrell
- Jimmy Olsen...David Kaufman
- Mercy Graves...Tara Strong